# Al-Khandaq al-Gharbi
Al-Khandaq al-Gharbi (tiếng Ả Rập: الخندق الغربي al-khandaq al-gharbī) là một ngôi làng Syria nằm trong tiểu khu Suqaylabiyah của huyện al-Suqaylabiyah ở tỉnh Hama. Theo Cục Thống kê Trung ương Syria (CBS), ngôi làng có dân số 1.456 trong cuộc điều tra dân số năm 2004.